# Лектины

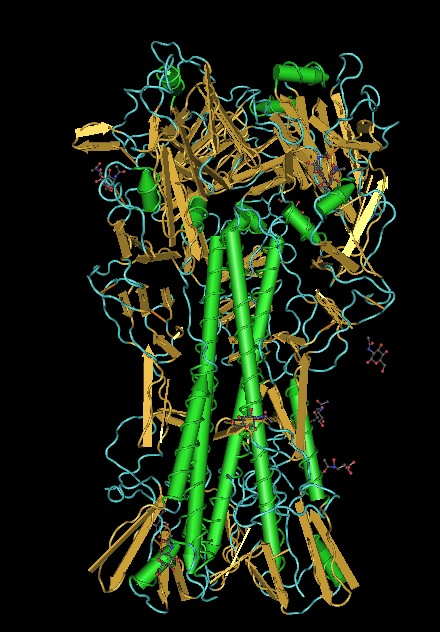
поверхностный гемагглютинин

Лектины (от лат. legere — собирать) — белки и гликопротеины, обладающие способностью высокоспецифично связывать остатки углеводов на поверхности клеток, в частности, вызывая их агглютинацию. Лектины нередко участвуют в клеточном распознавании, например, некоторые патогенные микроорганизмы используют лектины для прикрепления к клеткам поражённого организма. Первоначально лектины были выделены из семян растений, однако они найдены у большинства живых организмов. Лектины могут вызывать агглютинацию эритроцитов, а также обладают избирательной митогенной активностью в отношении различных субпопуляций клеток крови.

## История
Хотя первоначально лектины были открыты более 100 лет назад у растений, в настоящее время известно, что они широко распространены в природе, в том числе у животных и человека.
Считается, что первое описание лектина было сделано Петером Германом Штильмарком (англ. Peter Hermann Stillmark; 1860–1923) в тезисах диссертации, представленной в 1888 году в Тартуском университете. Он выделил из семян клещевины (Ricinus communis) весьма токсичный гемагглютинин, который был назван рицином.
Первым лектином, получаемым в промышленных масштабах, стал конканавалин А, белок из растения канавалия мечевидная, который широко используется для очистки и характеристики сахаро-содержащих молекул и клеточных структур.

## Биологические функции
Хотя у животных лектины нередко оказывают влияние на процессы в иммунной системе и, как рицин, могут иметь некоторые ферментативные функции, большинство лектинов ферментами не являются и не имеют никакого отношения к иммунитету. Они могут связывать как растворенные углеводы, так и функциональные группы углеводов в составе гликопротеинов или гликолипидов.

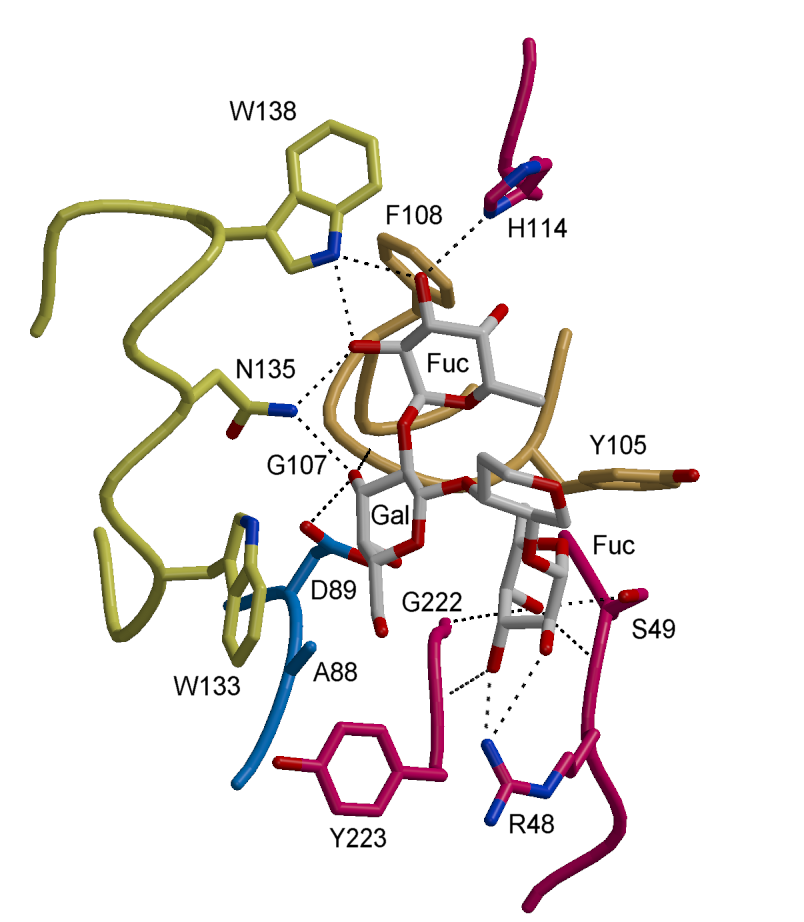
Олигосахарид (показан серым), связанный в активном центре растительного лектина (изолектин IV из Griffonia simplicifolia в комплексе с детерминантом группы крови Lewis b). Для ясности показана только часть олигосахарида.

### Функции у животных
Лектины и лектиноподобные компоненты выполняют множество разнообразных физиологических функций, в частности, в регуляции клеточной адгезии, синтеза гликопротеинов или уровня белка в крови. Например, они оказывают влияние на процессы активации лимфоцитов в процессе иммунного ответа, а также на эффекторные фазы — комплемент-зависимую и Т-клеточную цитотоксичность. Лектины оказывают митогенный эффект и вызывают бласт-трансформацию лейкоцитов (когда лейкоцит превращается в лейкобласт и начинает делиться). Некоторые лектины, находясь на поверхности клеток печени, связывают галактозу, удаляя её из крови. Другие лектины являются рецепторами ферментов, содержащих остатки маннозы. Одним из самых известных лектинов, связывающих маннозу, является компонент лектинового пути активации комплемента, который составляет часть системы врождённого иммунитета.

### Функции у растений
Функции растительных лектинов до конца еще не изучены. Поскольку их много в семенах растений, предполагают, что они участвуют в прорастании семени. Как и у животных, одной из функций лектинов считается их связывание на поверхности клеток паразитов. Кроме углеводов лектины могут связывать некоторые другие вещества, например, аденин, ауксины, индолуксусную кислоту, которые считаются фитогормонами. Токсичность лектинов может быть причиной расстройства пищеварения в результате поедания растительной пищи, содержащей большое их количество, например, соевых бобов, в которых содержится соевый агглютинин. Он способен нарушить пищеварение в тонком кишечнике, связываясь на поверхности клеток кишечного эпителия. Тепловая обработка обычно понижает токсичность лектинов, но некоторые из них устойчивы к нагреванию. Лектины могут также вызывать повышенное выделение слизи в кишечнике, что сказывается на усваивании пищи (Ayyagari, Narasinga Rao, & Roy, 1989; Duranti, 2006; Francis, Makkar, & Becker, 2001).

## Классификация
Лектины разделяют по происхождению: лектины растений и животных, и по структуре: среди лектинов животных выделяют лектины типа С, для которых характерно присутствие структурно гомологичного домена связывания углеводов.